# Cuerpo menor del sistema solar

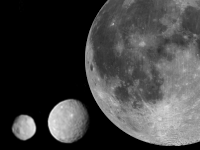
De izquierda a derecha, reproducción a escala de Vesta, Ceres y la Luna. Ceres es el planeta enano más pequeño; y Vesta, el cuerpo menor más grande (si se exceptúa a los objetos transneptunianos).

Un cuerpo menor del sistema solar (CMSS) es, según la resolución de la UAI (Unión Astronómica Internacional) del 22 de agosto de 2006, un cuerpo celeste que orbita en torno al Sol y que no es planeta, ni planeta enano, ni satélite:

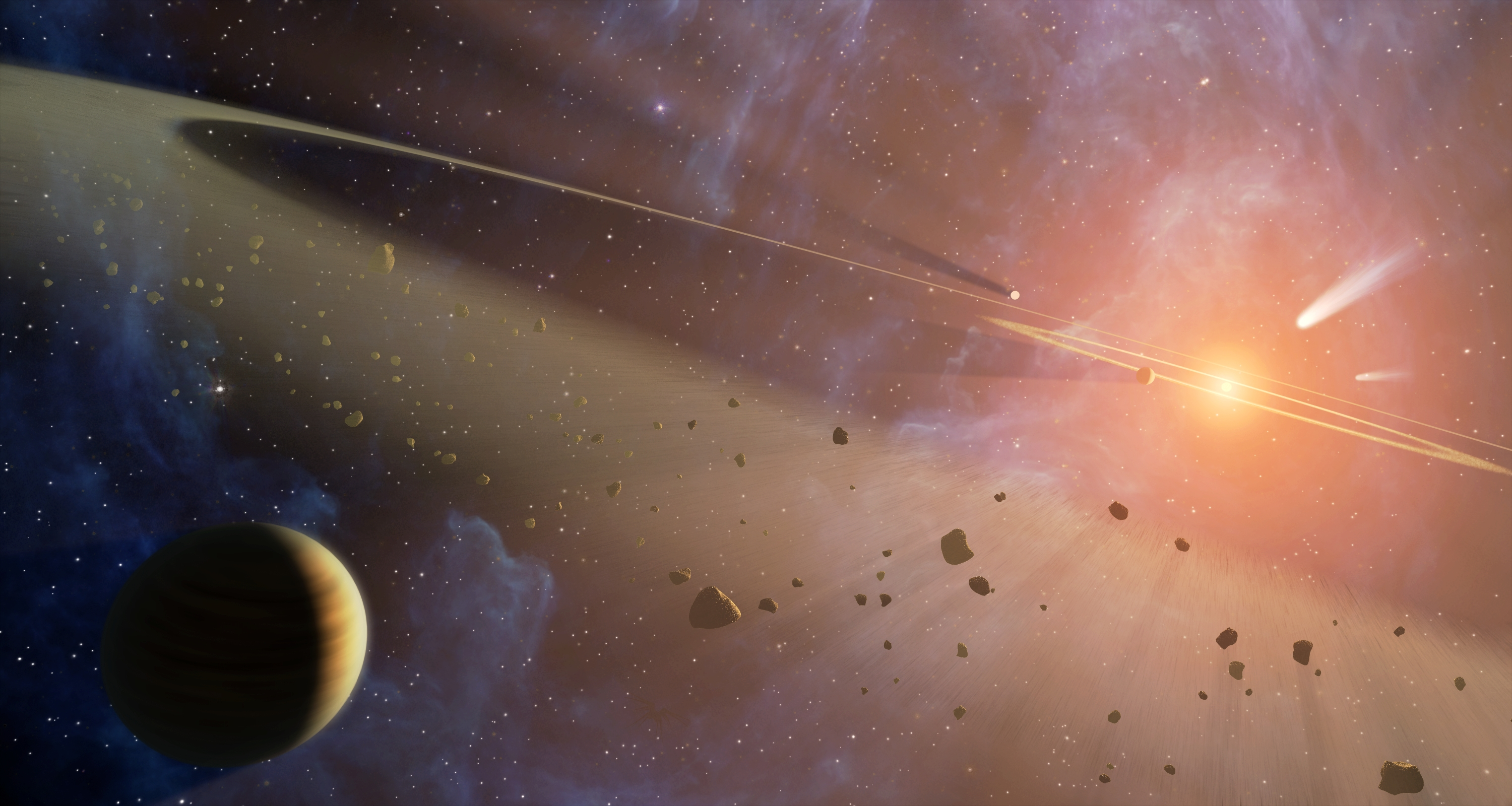
Recreación artística del nacimiento del sistema solar (NASA).

Todos los otros objetos [referido a los que no sean ni planetas ni planetas enanos ni satélites], y que orbitan alrededor del Sol, se deben denominar colectivamente "cuerpos menores del sistema solar".

Éstos actualmente incluyen la mayoría de los asteroides del sistema solar, la mayoría de los objetos transneptunianos (OTN), cometas, y otros pequeños cuerpos.

Por consiguiente, según la definición de la UAI, son cuerpos menores del sistema solar, independientemente de su órbita y composición:
- Los asteroides.
- Los objetos transneptunianos (OTN).
- Los cometas.
- Otros cuerpos menores, tales como los centauros y los troyanos de Neptuno.

Actualmente no está claro si un límite de tamaño más bajo se establecerá como parte de la definición de los cuerpos menores del sistema solar en el futuro, o si abarcará todo el material hasta el nivel de los meteoroides, que son los cuerpos macroscópicos más pequeños en órbita alrededor del Sol (a nivel microscópico hay objetos incluso más pequeños, como polvo interplanetario, partículas de viento solar y partículas libres de hidrógeno).
Según las definiciones de planeta y de planeta enano, que atienden a la esfericidad del objeto debido a su gran masa, se puede definir como cuerpo menor del sistema solar, por exclusión, a todo cuerpo celeste que, sin ser un satélite, no haya alcanzado suficiente tamaño o masa como para adoptar una forma esencialmente esférica. 
Según algunas estimaciones, la masa requerida para alcanzar la condición de esfericidad se situaría en torno a los 5×1020 kg, resultando el diámetro mínimo en torno a los 800 km. Sin embargo, características como la composición química, la temperatura, la densidad o la rotación de los objetos pueden variar notablemente los tamaños mínimos requeridos, por lo que se rechazó asignar valores apriorísticos a la definición, dejando la resolución individual de cada caso a la observación directa.
Según la UAI, algunos de los cuerpos menores del sistema solar más grandes podrían reclasificarse en el futuro como planetas enanos, tras un examen para determinar si están en equilibrio hidrostático, es decir: si son suficientemente grandes para que su gravedad venza las fuerzas del sólido rígido hasta haber adoptado una forma esencialmente esférica.
Exceptuando los objetos transneptunianos, los cuerpos menores del sistema solar de mayor tamaño son Vesta y Palas, con algo más de 500 km de diámetro.